# Zaovine
Pour l’article homonyme, voir Žaovine.
Zaovine (en serbe cyrillique : Заовине) est un village de Serbie situé dans la municipalité de Bajina Bašta, district de Zlatibor. Au recensement de 2011, il comptait 261 habitants.
Zaovine est situé sur les monts Tara, au bord du Beli Rzav (le « Rzav Blanc »). À sa hauteur, cette rivière reçoit un barrage qui a créé un lac artificiel qui porte lui aussi le nom de Zaovine.

## Tourisme

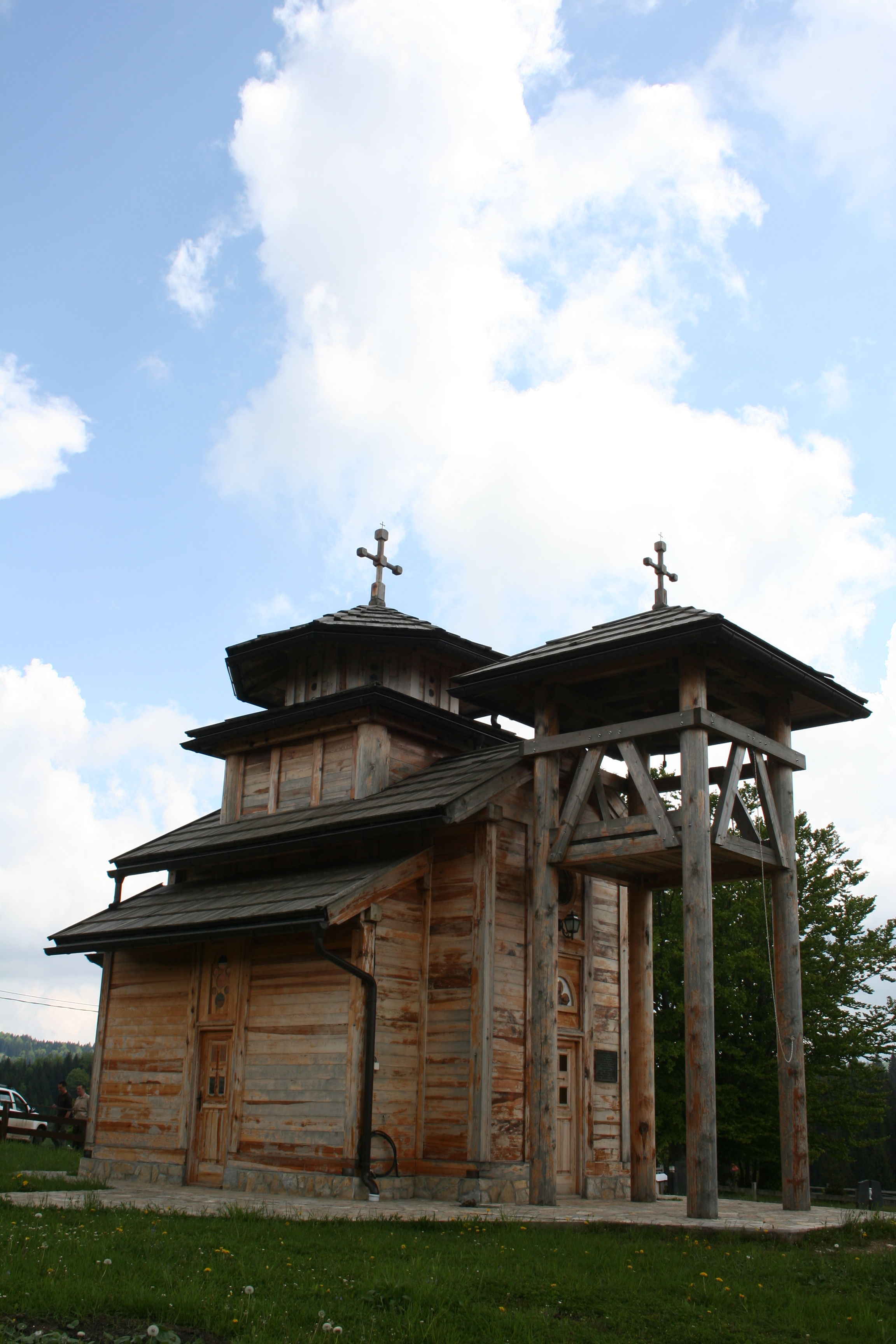
L'église du Saint-Prince-Lazare de Sekulići-Zaovine, construite en 2012

## Démographie
| 1948  | 1953  | 1961  | 1971  | 1981  | 1991 | 2002 | 2011 |
| ----- | ----- | ----- | ----- | ----- | ---- | ---- | ---- |
| 1 715 | 1 688 | 1 532 | 1 290 | 1 106 | 649  | 442  | 261  |

|  |